# Turkinjärvi (sjö i Mäntyharju, Södra Savolax)
Turkinjärvi är en sjö i kommunen Mäntyharju i landskapet Södra Savolax i Finland. Arean är 35 hektar och strandlinjen är 4,23 kilometer lång. Sjön  ingår i Kymmene älvs huvudavrinningsområde.   Den ligger omkring 50 kilometer söder om S:t Michel och omkring 160 kilometer nordöst om Helsingfors. 
Turkinjärvi ligger söder om Kaijajärvi. 